# Biserica Ognissanti din Florența
San Salvatore di Ognissanti (în traducere „Mântuitorul Tuturor Sfinților”), colocvial Ognissanti („Toți Sfinții”), este o biserică franciscană din Florența, cu picturi de Sandro Botticelli, Domenico Ghirlandaio ș.a.m.d.
Binefăcătorii acestei biserici au fost membrii familiei Vespucci, între care și Amerigo Vespucci.